# Habemus papam
Habemus papam (latinsko za Imamo papeža) je začetek latinskega liturgičnega besedila, s katerim kardinal protodiakon po končanem konklavu razglasi ime novega papeža.
Obred poteka na osrednjem balkonu bazilike sv. Petra v Vatikanu. Po razglasitvi se novi papež predstavi ljudem in jim podeli svoj prvi blagoslov Urbi et orbi (Mestu [Rimu] in svetu).

## Besedilo
| Latinski izvirnik | Slovenski prevod |
| --- | --- |
| Annuntio vobis gaudium magnum: Habemus Papam! Eminentissimum ac reverendissimum Dominum, Dominum [polatinjeno osebno ime], Sanctæ Romanæ Ecclesiæ cardinalem [priimek v izvirni obliki], Qui sibi nomen imposuit [uradno latinsko papeško ime]. | Oznanjam vam veliko veselje: Imamo papeža! Nadvse odličnega in spoštovanega gospoda, gospoda [osebno ime], kardinala svete Rimske Cerkve [priimek], ki si je izbral ime [papeško ime]. |

Ob razglasitvi izvolitve Benedikta XVI. 19. aprila 2005 je kardinal protodiakon Jorge Medina Estévez na začetku prvič dodal še pozdrav Dragi bratje in sestre v različnih jezikih:
"Fratelli e sorelle carissimi." (italijansko)
"Queridísimos hermanos y hermanas." (špansko)
"Bien chers frères et sœurs." (francosko)
"Liebe Brüder und Schwestern." (nemško)
"Dear brothers and sisters." (angleško)

## Oblike imen
Pri razglasitvi je osebno ime novoizvoljenega papeža uporabljeno v latinski obliki, in sicer v tožilniku (na primer Angelum Iosephum, Ioannem Baptistam, Albinum, Carolum, Iosephum), medtem ko je priimek uporabljen v imenovalniku izvirne oblike (na primer Roncalli, Montini, Luciani, Wojtyła, Ratzinger). Papeško ime je vedno uporabljeno v uradni latinski obliki, in sicer običajno v rodilniku (na primer Ioannis vicesimi tertii, Ioannis Pauli primi, Ioannis Pauli secundi, Benedicti decimisexti), čeprav bi ga lahko uporabili tudi v tožilniku, kot se je to zgodilo leta 1963, ko je bilo papeško ime Pavla VI. naznanjeno kot Paulum sextum. Da je uporaba tožilnika ustreznejša, menijo tudi mnogi latinisti.

## Kardinali protodiakoni, ki so razglasili imena novih papežev
Seznam kardinalov protodiakonov, ki so pa letu 1800 razglasili ime novoizvoljenega papeža:
- 1800: Antonio Doria Pamphilj je razglasil izvolitev Pija VII.
- 1823: Fabrizio Ruffo je razglasil izvolitev Leona XII.
- 1829: Giuseppe Albani je razglasil izvolitev Pija VIII.
- 1831: Giuseppe Albani (drugič) je razglasil izvolitev Gregorja XVI.
- 1846: Tommaso Riario Sforza je razglasil izvolitev Pija IX.
- 1878: Prospero Caterini je razglasil izvolitev Leona XIII.
- 1903: Luigi Macchi je razglasil izvolitev Pija X.
- 1914: Francesco Salesio Della Volpe je razglasil izvolitev Benedikta XV.
- 1922: Gaetano Bisleti je razglasil izvolitev Pija XI.
- 1939: Camillo Caccia-Dominioni je razglasil izvolitev Pija XII.
- 1958: Nicola Canali je razglasil izvolitev Janeza XXIII.
- 1963: Alfredo Ottaviani je razglasil izvolitev Pavla VI.
- 1978: Pericle Felici je razglasil izvolitev Janeza Pavla I.
- 1978: Pericle Felici (drugič) je razglasil izvolitev Janeza Pavla II.
- 2005: Jorge Medina Estévez je razglasil izvolitev Benedikta XVI.
- 2013: Jean-Louis Pierre Tauran je razglasil izvolitev Frančiška
- 2025: Dominique Mamberti je razglasil izvolitev Leona XIV.